# Prise de risque du sida
Pour les articles homonymes, voir Prise de risque.

Le Ruban rouge, symbole de la solidarité avec les personnes séro-positives.

Cet article présente les différents facteurs pouvant entraîner la prise de risque sexuel et amener une personne à être contaminée par le virus du sida (syndrome de l'immunodéficience acquise). Différentes dimensions sont présentées, afin de mieux comprendre la complexité de ce phénomène. 

## Définition
« Le risque est la prise en compte d'une exposition à un danger, un préjudice ou autre événement dommageable, inhérent à une situation ou une activité. Le risque est défini par la probabilité de survenue de cet événement et par l'ampleur de ses conséquences (aléa et enjeu). Il peut être appliqué à une personne, une population, des biens, l'environnement ou le milieu naturel. »

Le risque est donc une mesure/évaluation de la probabilité d'un danger en fonction des connaissances que la personne a de la situation. La prise de risque, elle, est le comportement faisant suite à cette évaluation de la situation.
Rechercher les risques les plus souvent rencontrés à travers les études statistiques et épidémiologiques permet de mieux cibler la prévention et réduire les prises de risque. Cela est valable pour les maladies, les accidents, la finance, et une riche littérature abonde sur le risque et la prise de risque 

## Facteurs cognitifs
Les facteurs cognitifs sont les raisons "intellectuelles" invoquées par les personnes ayant des prises de risque Sida :

### Manque d'informations et de connaissances
Les individus sont mal informés, ils ne connaissent pas réellement les modes de contamination, considèrent que le Sida ne concerne que les toxicomanes ou les homosexuels, « que le sida c'est le sexe par plaisir et non par procréation », « que le sida c'est le sexe anal mais pas vaginal » (ou l'inverse), etc. Le manque d'information envers la population générale et les populations les plus à risque (prévention spécifique pour les homosexuels, les toxicomanes, les prisonniers et les populations sub-sahariennes) est actuellement le facteur le plus souligné par les organismes et les associations de lutte contre le Sida, ces organismes estimant qu'une personne mal informée est une personne potentiellement en danger (elle n'a pas les éléments suffisants pour mesurer ses actes et prendre conscience du danger),.

### Mauvaise estimation ou ignorance
Cela consiste à supposer ou estimer que l'autre n'a pas le sida, ou de ne pas s’en préoccuper car l’autre n’a rien demandé non plus. Il est très fréquent qu'une personne relate des rapports sexuels non protégés au motif que "l'autre a une bonne tête", "l'autre n'avait pas une tête de séropositif", "je le connais bien, ce n'est pas son style", « il ne m’a rien demandé donc c’est qu’il est sûr de ne rien avoir », etc. La croyance que l'on a bien évalué l'autre, que l'on sait plus ou moins s'il se met en danger de son côté n'enlève pas pour autant la possibilité d'une contamination. Les organismes de lutte contre le sida montrent en effet que ce fonctionnement par croyance et par évaluation subjective de ce type, provoque des contaminations. Estimer le statut sérologique d'une personne "à sa tête" ou selon le degré de confiance en la personne ne remplace pas la connaissance réelle de son statut sérologique (demander ou voir ses analyses de sang) ou l'utilisation systématique du préservatif. Le problème est similaire dans le sérotriage : exemple issus de Sida Info Service : « Moi je suis séropo. J'ai eu des rapports non-protégés avec un mec que j'ai rencontré il y a une semaine sur un lieu de drague. On a eu quatre rapports sur plusieurs jours. Hier il m'a posé la question. J'ai répondu que oui, je suis séropo. En fait, je pensais qu'il l'était aussi, vu qu'il ne me proposait pas de préservatif. Et lui, il pensait que j'étais négatif. »,,,,

### Dédramatisation
Certains individus estiment que le sida n'est pas facilement contractable. Premier exemple : "je n'ai que 3 ou 4 rapports sexuels non protégés par an, ce n'est pas comme si c'était toutes les semaines. À mon avis, ceux qui ont le sida ont dû le faire bien plus souvent que moi". C'est un fait connu dans la recherche sur le Sida qu'une contamination est dépendante du statut sérologique du partenaire sexuel et que cela est complètement aléatoire. Autres exemples : croire que la circoncision ou être actif permettent d’éviter tout risque d’être contaminé.
Même si le rapport Hirschel de 2008 a confirmé qu'un séropositif sous traitement indétectable avait un risque faible de contaminer un séronégatif (le TASP treatment as prevention dans le cadre d'une relation stable) l'utilisation de préservatifs reste fortement conseillée.
Depuis l'arrivée des trithérapies en 1998, certains observateurs se sont demandé si les traitements n'avaient pas engendré l'idée (fausse) que « les traitements marchent bien, on meurt de moins en moins ou plus du tout, donc contracter le virus du Sida n'est plus aussi grave qu'avant ». Cette croyance a fait passer le Sida de maladie mortelle à maladie chronique. Selon les statistiques de l'INVS/INPES, le nombre de décès par an reste élevé malgré la trithérapie, les médicaments ont des effets secondaires importants (et ne marchent pas chez tout le monde), et le sida a des conséquences sociales non négligeables (solitude affective, difficultés à trouver ou garder son emploi, tabou et silence par peur de la réaction des gens à l'annonce du statut sérologique, ...) très largement négligées par ces personnes considérant les trithérapies comme ayant écarté tout problème. Les organismes de lutte contre le Sida soulignent aussi le fait que les rapports non protégés provoquent la transmission d'autres maladies comme les Hépatites, Clamydia, condylomes, syphilis, papillomavirus, étant aussi de forte dangerosité, et complètement oubliées par ces personnes,.

### Raisons organiques ou de plaisir
De nombreuses personnes évoquent le souci d'allergies ou douleurs provoquées par les préservatifs, ce qui rend l'acte sexuel contraignant, et à terme une mauvaise observance du port du préservatif. D'autres personnes parlent de liberté et de plaisir malgré le risque de contamination, pratique volontaire du sexe sans préservatif appelée barebacking,.

## Facteurs sociaux
Ces multiples facteurs peuvent faire qu'une personne ne peut pas ou ne veut pas mettre de préservatif afin d’être en accord avec son milieu d’appartenance, ou est poussée à ne pas en mettre. Exemples : domination de l'homme sur la femme dans certaines cultures, polygamie, être d’un milieu riche ou pauvre,,,,,.
Certaines configurations peuvent faire qu'un individu n'est pas du tout au courant de ce qu'est le virus du sida, ou le sait mais n'a aucun moyen matériel de trouver l'information. De même, il se peut aussi que ce même individu connaisse la maladie mais qu'une contrainte l'empêche d'accéder au dépistage ou aux préservatifs. Exemples : vivre dans une région sans centre médical, peur d'être appréhendé par la police quand on est prostitué(e) ou consommateurs de drogues.

## Facteurs émotionnels
Ces facteurs concernent les ressentis émotionnels invoqués par les individus ayant des prises de risque Sida.

### Anxiété
L'anxiété est décrite chez les individus timides ou souffrant de phobie sociale, avec une tendance à l'alcoolisme pour faciliter leurs rapports sexuels, ce qui entraîne une perte de conscience des risques,,.

### Recherche de stimulation
Certains individus décrivent le besoin de ressentir des sensations fortes, souvent couplé avec des prises de drogues ou d'alcool et de recherche de partenaires multiples. Ce facteur fait objet de très nombreuses recherches, principalement en sociologie, psychologie et psychiatrie, notamment dans le repérage des profils dits « à risque », des tempéraments ou personnalités sous-jacents à ces prises de risque, qu'elles soient sexuelles, drogues ou sports à risque. Il ressort de ces études : une intolérance à l'ennui et une recherche de sensations fortes retrouvées chez les consommateurs de drogues, ceux qui pratiquent des sports à risque et les personnes ayant une prise de risque sexuelle ; la prise d'alcool ou de drogues entraîne une désinhibition face au danger et empêche de le raisonner. 
Certains individus disent avoir très bien compris la prévention, les modes de contamination, la gravité des rapports sexuels non protégés et continuent néanmoins à avoir des rapports sexuels à risque, comme une contrainte, malgré elle. La recherche s'oriente vers les profils de personnalité ou pathologies psychiatriques.

### Désespoir
Aucun article actuel n'existe sur ce point dans la littérature scientifique spécifique sur le Sida, mais de très nombreuses références sont trouvées en psychiatrie dans le trouble bipolaire, et la cyclothymie, et ce principalement dans l'état mixte (état de tension interne avec irritabilité, impulsivité, couplé à des ressentis dépressifs) provoquant des automutilations, des tentatives de suicide et des rapports sexuels non protégés. Il est décrit de même en psychiatrie que les épisodes dépressifs ou troubles bipolaires peuvent provoquer une non-utilisation du préservatif en raison du désespoir et de l'impression que peuvent avoir certains individus « que plus rien n'importe dans la dépression ».

## Risque émotionnel
La littérature scientifique approfondit cette notion de prise de risque, qu’elle soit volontaire ou par contrainte, à travers la recherche de tempéraments et profils psychologiques, ou dans la recherche d'élément psychiatriques, et semble faire ressortir des données importantes entre pathologies psychiatriques et prise de risque sexuelle.

### Recherche d'excitation
La recherche d'excitation et le rejet de l'ennui sont le plus souvent retrouvés, que cela soit dans la prise de risque sexuelle, les utilisateurs de drogues, ou les personnes faisant un sport à risque,,,,,.
Or, actuellement, le fait que ces deux critères soient retrouvés à la fois dans ces trois prises de risque différentes pousse les experts à se demander s'ils ne seraient pas les symptômes ou expressions d'une pathologie psychiatrique.

### Troubles psychiatriques
Depuis 1990, les études scientifiques et épidémiologiques analysent presque annuellement les relations entre VIH et maladies mentales,,,,,,,,,,,,,,,,,,,.
Heaphy EL, Loue S, Sajatovic M, Tisch DJ, 2009, montrent dans leur étude que souffrir d'un trouble bipolaire ou de toxicomanie augmente le risque de contracter le virus du sida, de même que vivre dans des conditions de misère. 
Vlassova N, Angelino AF, Treisman GJ, 2009, montrent que les troubles dépressifs, les troubles bipolaires, la schizophrénie, les troubles de la personnalité et les toxicomanies entrainent des comportements de prise de risque Sida.
Bakare MO et al., 2009, portant sur des adolescents, soulignent que les personnes souffrant de troubles bipolaires ont une très forte interconnexion avec les toxicomanies. Les deux pathologies entrainant une prise de risque sexuelle et des contaminations par le VIH. 47,8 % des adolescents bipolaires avaient une consommation de drogues et d'alcool, 45,7 % avaient une prise de risque sexuelle.
Meade CS, Graff FS, Griffin ML, Weiss RD, 2008, soulignent l'interconnexion entre troubles bipolaires, toxicomanies, impulsivité et prise de risque sexuelle. 75 % des personnes bipolaires et toxicomanes relatent des rapports sexuels à risque.
Himelhoch S, McCarthy JF, Ganoczy D, Medoff D, Dixon LB, Blow FC, 2007, comparent 191 625 personnes atteintes de troubles psychiatriques à un groupe contrôle (aucune pathologie mentale) de 67 965 personnes. Ils montrent que les personnes atteintes d'une pathologie mentale sont 2 fois plus touchées par le sida que la population générale, avec une plus grande prévalence de la schizophrénie et des toxicomanies.
Beyer JL, Taylor L, Gersing KR, Krishnan KR, 2007, dans leur étude portant sur 11 284 personnes, montrent que les patients souffrant d'une pathologie psychiatrique ont un risque 4 fois plus important que la population générale, avec une prévalence pour les toxicomanes, les troubles de la personnalité, les troubles bipolaires et les états de stress post traumatique. 
Beyer JL, Kuchibbhatla M, Gersing K, Krishnan KR, 2005, dans leur étude portant sur 1379 patients souffrant de troubles bipolaires, montrent que 2,8 % d'entre eux sont infectés par le virus du sida, et 1,9 % par l'hépatite C, alors que le pourcentage de VIH dans la population générale est de 0,32.
Moore DJ, Atkinson JH, Akiskal H et al, 2005, portant sur les toxicomanes séropositifs montrent une forte prévalence des tempéraments cyclothymique, hyperthymique, anxieux, irritable, et dépressif. Les auteurs rappellent que ces tempéraments sont corrélés aux troubles bipolaires.
Perreta P, Akiskal HS, Nisita C, et al, 1998, comparent 46 dépressifs séropositifs à 46 dépressifs séronégatifs. 78 % des patients séropositifs ont un trouble bipolaire, 52 % des éléments cyclothymiques, et 35 % un tempérament hyperthymique. Que les personnes soient toxicomanes ou homosexuelles, les résultats statistiques sur la prévalence bipolaire restent similaires.
Ces articles apportent plusieurs constats :
- les malades psychiatriques sont une population à risque
- parmi les malades psychiatriques, il semblerait que les toxicomanes, les personnes souffrant de troubles bipolaires, et les personnes atteintes de schizophrénie, soient les populations les plus touchées par la contamination par le VIH
- les bipolaires et les toxicomanes se retrouvent dans les mêmes études, ce qui sous entendrait une connexion entre ces deux maladies.

### Drogues et alcool
De très nombreux auteurs s’accordent de plus en plus pour dire que la toxicomanie et l’alcoolisme seraient des conséquences des troubles bipolaires et non des maladies à part, ce qui expliquerait que de très nombreux toxicomanes s’avèrent répondre positivement aux critères de troubles bipolaires et que de très nombreux bipolaires relatent des abus de drogues ou d’alcool,,,,,,,,,. D'autres auteurs insistent sur le fait que chez la majorité des toxicomanes, on trouve des symptômes bipolaires avant même les premières consommations de drogues et d'alcool.
Cela sous entendrait qu'une prévention sida centrée uniquement sur les toxicomanes revient à oublier la pathologie bipolaire provoquant les toxicomanies, et donc à ne pas dépister ces personnes à risque de façon large et efficace.

### Évaluation
Certains experts du Trouble Bipolaire, à la suite des études mondiales sur la prévalence des Troubles Bipolaires au sein des toxicomanies et des contaminations VIH, et à la demande d'associations de patients psychiatriques, ont créé une liste de questions (check list) ciblées afin de voir si la prise de risque est due à des facteurs intellectuels et sociaux, ou si une affection psychiatrique non diagnostiquée peut expliquer cette incapacité à gérer la prise de risque. C'est, à notre connaissance, le seul outil actuellement disponible en français dans ce domaine spécifique de la connexion sida/prise de risque/maladies psychiatriques.